# HC Bern
Der HC Bern – genauer Vereinsname Hockey-Club Bern – war ein Schweizer Eishockeyverein aus Bern.

## Geschichte
Der HC Bern nahm an der Schweizer Eishockeymeisterschaft von 1915 bis 1919 teil und gewann mehrmals den Titel des Schweizer Meisters. An der Internationalen Schweizermeisterschaft nahm der Verein 1918/19 und 1919/20 teil.